# Leverage
Pour les articles homonymes, voir Leverage (homonymie).
Leverage ou Maîtres Arnaqueurs au Québec est une série télévisée américaine en 77 épisodes de 42 minutes créée par John Rogers (en) et Chris Downey, produite par Dean Devlin (qui a travaillé sur des films comme Independance Day ou The Patriot) et diffusée entre le 2 décembre 2008 et le 25 décembre 2012 sur TNT.
En France, la série était diffusée depuis le 5 octobre 2009 sur TPS Star, du 13 avril au 5 octobre 2012 sur Direct Star, les deux premières saisons depuis le 8 octobre 2012 sur D8 puis à partir de la troisième saison depuis le 4 août 2013 sur D17, sous le titre Les Justiciers et au Québec, depuis le 17 mars 2010 sur AddikTV.
En avril 2020, TNT commande treize nouveaux épisodes dont les membres de l'équipe originale, à l'exception de Timothy Hutton, reprennent leur rôle respectif. Noah Wyle sera introduit dans un nouveau rôle. La série Leverage: Redemption a été mise en ligne le 9 juillet 2021.

## Synopsis
Nathan Ford, alias « Nate », a une vie rangée jusqu'au jour où un grave incident bouscule sa vie privée et lui donne envie de combattre les injustices. Il monte alors une équipe de voleurs et hackers de haute volée. Ensuite, comme des Robins des Bois des temps modernes, ils allient leurs forces pour lutter contre les injustices et dépouiller les personnes les plus crapuleuses, riches et influentes qui utilisent leur pouvoir et leurs biens pour abuser des autres.

## Distribution

### Acteurs principaux
- Timothy Hutton (VF : Jean-François Aupied) : Nathan « Nate » Ford, ancien enquêteur pour les fraudes à l'assurance, il est la tête pensante de l'équipe.
- Gina Bellman (VF : Laurence Charpentier) : Sophie Devereaux, spécialiste de l'arnaque.
- Christian Kane (VF : Loïc Houdré) : Eliot Spencer, expert en arts martiaux, il préfère ne pas utiliser d'armes à feu.
- Beth Riesgraf (VF : Nathalie Schmidt) : Parker. Elle n'a pas de prénom. C'est une voleuse de haute volée et une spécialiste de l'infiltration.
- Aldis Hodge (VF : Fabien Jacquelin) : Alec Hardison, le hacker et spécialiste de l'informatique.

### Acteurs récurrents
- Mark Sheppard (VF : Emmanuel Gradi) : James Sterling (saisons 1, 2, 4 et 5)
- Kari Matchett (VF : Juliette Degenne) : Maggie Collins (saisons 1 et 2, invitée saison 4)
- Rick Overton : agent spécial Taggert du FBI (saisons 1 et 2)
- Gerald Downey (en) : agent spécial McSweeten du FBI (saisons 1, 2, 3, 4 et 5)
- Jeri Ryan (VF : Brigitte Berges) : Tara Cole (saisons 2 et 4)
- Wil Wheaton (VF : Geoffrey Vigier) : Colin « Chaos » Mason (saisons 2, 3 et 4)
- Robert Blanche (en) (VF : Fabrice Lelyon) : lieutenant Patrick Bonnano de la police d'état du Massachusetts (saisons 2, 3 et 4)
- Elisabetta Canalis (VF : Ethel Houbiers) : l'italienne (saison 3)
- Tom Skerritt (VF : Michel Ruhl) : Jimmy Ford (saison 3 et 4)
- Leon Rippy (VF : Olivier Hémon) : Jack Latimer (saison 4)
- Adam Baldwin (VF : Pascal Germain) : le colonel Vance (saison 5)
Version française
  - Société de doublage : Imagine[8]
  - Direction artistique : Martin Brieuc[8]
  - Adaptation des dialogues : Tim Stevens et Catherine Zitouni[8]

 Source et légende : version française (VF) sur RS Doublage et Doublage Séries Database

## Production

### Développement
Le 14 février 2008, la série a été commandée par la chaine américaine TNT pour une première saison composée de treize épisodes.
La série est produite par la société de production du réalisateur et producteur exécutif Dean Devlin, Electric Television.
Lors de l'écriture de la première saison de Leverage, les scénaristes John Rogers (en), Chris Downey et le producteur Dean Devlin ont eu l'intention d'en faire une histoire complète parce qu'ils ne croyaient pas que la série allait être renouvelée[réf. souhaitée].
Le 13 août 2011, la série a été renouvelée pour une cinquième saison de quinze épisodes.

### Casting
L'actrice Jeri Ryan a obtenu un rôle dans la deuxième saison de la série.
L'acteur Treat Williams a obtenu un rôle le temps d'un épisode lors de la cinquième saison.
L'acteur Adam Baldwin a obtenu un rôle le temps d'un épisode lors la cinquième saison, rôle pouvant devenir récurrent par la suite.

### Tournage
Le pilote a été tourné à Chicago dans l'Illinois et le reste de la première saison à Los Angeles en Californie, aux États-Unis.
Pour la deuxième, troisième et quatrième saison, le tournage a été déplacé à Portland, en Oregon, aux États-Unis.
Leverage est filmé en utilisant des caméras Red One. Des Steadicam sont aussi utilisés pour plonger les téléspectateurs dans la scène. La réalisation, le montage et tous les travaux post-productions sont faits numériquement, sans aucune pellicule ou cassette utilisée dans aucune étape du processus. Apple's Final Cut Studio Pro 7 est utilisé pour le montage et la post-production.

### Fiche technique
- Titre original et français : Leverage
- Titre québécois : Maîtres Arnaqueurs
- Création : John Rogers (en) et Chris Downey
- Réalisation : Dean Devlin, Mark Roskin, Arvin Brown, Jonathan Frakes, John Harrison, Jeremiah S. Chechik
- Scénario : Chris Downey, John Rogers, M. Scott Veach, Amy Berg, Christine Boylan, Paul Guyot, Joe Hortua,
- Direction artistique : Brian Harms, Brian O'Hara, Dekka Melino et Randal R. Groves
- Décors : Lauren Crasco et Leonard Harman
- Costumes : Nadine Haders
- Photographie : David Connell
- Montage : Sonny Baskin, David Siegel, Brian Gonosey et Chris A. Peterson
- Musique : Joseph LoDuca
- Casting : Scott David, April Webster, Lana Veenker, Angela Terry et Barbara Stordahl
- Production : Dean Devlin, John Rogers, Amy Berg, Paul F. Bernard et Phillip M. Goldfarb
  - Coproduction : Rachel Olschan, Paul F. Bernard, Paul Guyot et James Scura
  - Production exécutive : Dean Devlin, John Rogers, Mark Roskin, Chris Downey, Kearie Peak
- Société(s) de production : Electric Entertainment
- Sociétés de distribution : 
  - Turner Network Television (États-Unis)
  - Bravo (Royaume-Uni)
  - Super Channel (Canada)
  - TPS Star, D17 (France)
  - AddikTV (Québec)
- Pays d'origine :  États-Unis
- Langue originale : anglais
- Format : couleur - 1,78:1 - son stéréo
- Genre : série dramatique, d'action
- Durée d'un épisode : 42 minutes

 Sauf indication contraire, les informations mentionnées dans cette section peuvent être confirmées par la base de données cinématographiques IMDb,  présente dans la section « Liens externes ».

## Épisodes
La série comporte cinq saisons.

## Accueil

### Audiences
| Saison   | Nombre d'épisodes | Années    | Diffusions | Diffusions                        | Audience moyenne (en millions) | Audience moyenne (en millions) |
| Saison   | Nombre d'épisodes | Années    | États-Unis | France                            | Drapeau des États-Unis         | Drapeau de la France           |
| -------- | ----------------- | --------- | ---------- | --------------------------------- | ------------------------------ | ------------------------------ |
| Saison 1 | 13                | 2008-2009 | TNT        | TPS Star / Direct Star / D8 / D17 | 3,14                           | inconnue                       |
| Saison 2 | 15                | 2009-2010 | TNT        | TPS Star / Direct Star / D8 / D17 | 3,32                           | inconnue                       |
| Saison 3 | 16                | 2010      | TNT        | TPS Star / Direct Star / D8 / D17 | 3,35                           | 0,16                           |
| Saison 4 | 18                | 2011      | TNT        | TPS Star / Direct Star / D8 / D17 | 2,76                           | indéterminée                   |
| Saison 5 | 15                | 2012      | TNT        | TPS Star / Direct Star / D8 / D17 | 2,48                           | indéterminée                   |

### Distinctions

#### Nominations et récompenses
- Saturn Award 2009 :
  - Saturn Award du meilleur acteur de télévision pour Timothy Hutton
  - Meilleure série télévisée sur une chaîne du câble
- Saturn Award 2010 :
  - Meilleur acteur dans un second rôle pour Aldis Hodge[17],[18]
  - Saturn Award de la meilleure actrice de télévision dans un second rôle pour Gina Bellman
  - Meilleure série télévisée sur une chaîne du câble[18].
- Prism Awards 2010 :
  - Meilleure performance dans un épisode de série catégorie drame pour Timothy Hutton (récompense obtenue)
  - Meilleur épisode pour une série catégorie drame Le Coup de la thérapie (The 12-step Job)
- Saturn Award 2011 :
  - Saturn Award du meilleur acteur de télévision pour Timothy Hutton
  - Saturn Award de la meilleure actrice de télévision dans un second rôle pour Gina Bellman
  - Saturn Award de la meilleure actrice de télévision dans un second rôle pour Beth Riesgraf
  - Meilleure série télévisée sur une chaîne du câble
- Saturn Award 2012 :
  - Saturn Award du meilleur acteur de télévision pour Timothy Hutton
  - Saturn Award de la meilleure actrice de télévision dans un second rôle pour Beth Riesgraf
  - Saturn Award du meilleur acteur invité dans une série pour Tom Skerritt (récompense obtenue)
  - Meilleure série télévisée sur une chaîne du câble

## Commentaires
La chaîne câblée américaine TNT a diffusé la deuxième saison en deux parties, une pendant l'été et l'autre après la pause hivernale : La première du 15 juillet 2009 au 9 septembre 2009 et la deuxième du 13 janvier 2010 au 17 février 2010. Un procédé qui sera repris pour les saisons suivantes.
En 2009, un album musical de 35 titres est sorti composé pour la plupart par Joseph LoDuca. À noter également sur le CD la présence du titre d'Andy Lange, Not Sure Yet composé spécialement pour la série.

## Leverage: Redemption
La série dérivée, Leverage: Redemption est mise en ligne sur IMDb TV à partir du 9 juillet 2021.